# Международный день родного языка
Междунаро́дный день родно́го языка́ (на других официальных языках ООН: англ. International Mother Language Day, араб. اليوم العالمي للغة الأم, ‎исп. Día Internacional de la Lengua Materna, кит. 國際母語日, фр. la Journée internationale  de la langue maternelle
) — учреждён решением 30-й сессии Генеральной конференции ЮНЕСКО в ноябре 1999 года и отмечается 21 февраля с 2000 года ежегодно с целью защиты языкового и культурного многообразия.
ЮНЕСКО намерена создать систему превентивного мониторинга, призванную отслеживать состояние языков, находящихся под угрозой исчезновения, и содействовать исправлению ситуации.
По оценкам ЮНЕСКО, половина из 6 тысяч языков мира находится под угрозой исчезновения. В 2009 году ЮНЕСКО признала 136 языков на территории России находящимися под угрозой исчезновения.
Дата совпадает с Днём движения за бенгальский язык, который отмечается в Бангладеш как день памяти о кровавых событиях 1952 года — день, когда пакистанская полиция расправилась со сторонниками признания бенгальского языка в качестве официального языка в восточном Пакистане (Бангладеш с 1971 года).
Генеральная Ассамблея ООН поддержала решение об объявлении Международного дня родного языка (Резолюция № Α/RES/56/262) и призвала государства-членов ООН и Секретариат ООН способствовать защите и сохранению всех языков народов мира.

## Тема дня
- 2023 год — «Многоязычное образование, необходимость трансформации образования»
- 2022 год — «Использование технологий для многоязычного обучения: проблемы и возможности»
- 2021 год — «Поощрение многоязычия в поддержку инклюзивности образования и социального единства»
- 2020 год — «Языки без границ»
- 2019 год — «Языки коренных народов важны для устойчивого развития, построения мира и примирения»
- 2018 год — «Сохранение лингвистического разнообразия и продвижение многоязычия в рамках достижения целей в области устойчивого развития»
- 2017 год — «Устойчивое будущее на основе многоязычного обучения»
- 2016 год — «Качество образования, язык(и) преподавания и результаты обучения»
- 2015 год — «Инклюзивное образование посредством и с помощью языка. Языки — это важно!»
- 2014 год — «Местные языки в интересах глобальной гражданственности: наука в центре внимания»
- 2013 год — «Книга для обучения на родном языке»
- 2012 год — «Многоязычие в интересах инклюзивного образования»
- 2011 год — «Информационно-коммуникационные технологии для сохранения и поощрения развития языков и лингвистического разнообразия».

## Дни языков ООН
Наряду с Международным днём родного языка, в ООН отмечаются дни официальных языков организации. Они были провозглашены в 2010 году Департаментом общественной информации ООН в рамках поддержки многоязычия и культурного многообразия. Это День английского языка в ООН, День арабского языка в ООН, День испанского языка в ООН, День русского языка в ООН,  День китайского языка  в ООН, День французского языка в ООН.
Проводимые в эти дни мероприятия направлены на обеспечение равноправия официальных языков, на повышение информированности сотрудников ООН об истории, о развитии языков ООН.
Дни языков отмечаются наряду с остальными днями ООН. Каждому из этих дней посвящён сайт в системе сайтов ООН.

## Международный день родного языка в России
21 февраля 2019 года, в Международный год языков коренных народов, был официально зарегистрирован Фонд сохранения и изучения родных языков народов Российской Федерации.